# 与野郵便局
与野郵便局（よのゆうびんきょく）は、埼玉県さいたま市中央区に所在する郵便局。民営化前の分類では集配普通郵便局であった（現在は集配機能を廃止）。

## 概要
2012年（平成24年）10月20日まではさいたま市桜区および中央区（新都心・与野駅周辺を除く）の郵便集配業務を、2007年（平成19年）5月20日頃までは同地域でゆうパックの集配業務を扱っていたが、どちらもさいたま新都心郵便局に移管された。

### 併設施設
- ゆうちょ銀行与野店（さいたま支店与野出張所）：取扱店番号033620

## 沿革
- 1968年（昭和43年）11月25日 - 与野郵便局[1]として、与野市大字下落合6に開局[2]。
- 1990年（平成2年） - 与野市役所（現中央区役所）斜向かいへ局舎（地下1階・4階建て構造）を新築移転[3]。
- 1997年（平成9年） - 郵便貯金ICカード利用実験のテスト地域に指定されたことに伴い、業務開始（2000年3月まで）。
- 1997年（平成9年）6月23日 - 外国通貨の両替および旅行小切手の売買に関する業務取扱を開始。
- 2007年（平成19年）5月 - ゆうパックの集配業務をさいたま新都心郵便局へ移管。不在小包郵便物の保管についてもさいたま新都心局へ移管された。
- 2007年（平成19年）10月1日 - 民営化に伴い、集配業務・ゆうゆう窓口の運営を郵便事業与野支店に、貯金関連業務をゆうちょ銀行与野店に、それぞれ移管。また、ゆうゆう窓口をゆうちょ銀行ATMコーナー側から埼玉県道119号与野停車場線寄りの入口側へ移設（多目的室を廃止の上改装）した。
- 2012年（平成24年） 5月 - 同年10月20日を以て日本郵便与野支店をさいたま新都心支店に統合し、ゆうゆう窓口を閉鎖する旨公表。
- 2012年（平成24年）10月1日 - 日本郵便株式会社発足に伴い、郵便事業与野支店を与野郵便局に統合。
- 2012年（平成24年）10月21日 - 郵便集配業務およびゆうゆう窓口・私書箱をさいたま新都心郵便局へ継承[4]。郵便局側の郵便番号が専用番号から住所に割り当てられた番号である〒338-0002に変更された。

## 取扱内容

### 与野郵便局
- 郵便、印紙、ゆうパック、内容証明
- 生命保険、バイク自賠責保険、自動車保険、がん保険、引受条件緩和型医療保険

### ゆうちょ銀行与野店
- 貯金、貸付、為替、振替、振込、国際送金、外貨両替、国債、投資信託、変額年金保険
- ATM

## 周辺
- 与野中央通り
- さいたま市中央区役所
- さいたま市与野体育館
- さいたま市消防局中央消防署
- さいたま市立与野図書館
- 与野中央公民館（旧与野郵便局舎を転用）
- 国道17号

## アクセス
- JR埼京線 与野本町駅（東口）から徒歩約6分
- 国際興業バス 中央区役所停留所下車
- 首都高大宮線 新都心西出入口から与野中央通りに入り約2km
- 駐車場あり：18台